# Szczerkowo
Szczerkowo – wieś w Polsce położona w województwie wielkopolskim, w powiecie konińskim, w gminie Sompolno, przy skrzyżowaniu dróg wojewódzkich 263 i 269. Miejscowość wchodzi w skład sołectwa Sompolinek.
W latach 1975–1998 miejscowość należała administracyjnie do województwa konińskiego.
Mieszkańcy Szczerkowa wyznania katolickiego przynależą do parafii św. Marii Magdaleny w Sompolnie.